# Gezeitenkunde

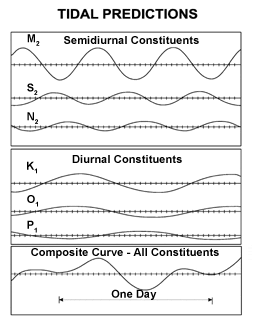
Gezeitenvorhersage unter der Berücksichtigung der unterschiedlichen Partialtiden.

Unter Gezeitenkunde versteht man die Lehre von den Gezeiten (Tide). Sie ist Teil der Meereskunde und der Nautik. Inhalte sind die Gezeitenrechnung oder Gezeitenvorausberechnung, also die Vorhersage von Ebbe und Flut und dem tatsächlichen Wasserstand (Höhe der Gezeit) anhand von Gezeitentafeln, Tidenatlas oder entsprechenden trigonometrischen Formeln, sowie die weltweite Beobachtung von Gezeiten und die Analyse von Ganglinien zur Berechnung der Vorhersagen, und die Ursachenforschung.
Gezeitenkunde ist Bestandteil jeder nautischen Ausbildung, sowohl für Schiffsoffiziere, als auch für Sportbootführer.